# Markus Draper
Markus Draper (* 1969 als Markus Richter in Görlitz) ist ein zeitgenössischer deutscher Künstler.

## Leben und Werk
Von 1991 bis 1996 studierte Draper Malerei an der Hochschule für Bildende Künste in Dresden, von 1998 bis 2000 als Meisterschüler bei Professor Ralf Kerbach. Draper geht über die Malerei auf Leinwand hinaus. Er nutzt verschiedene Medien, um alltägliches Bildmaterial zu bearbeiten, das er Printmedien oder dem Fernsehen entnimmt. „Im Prozess der Veränderung [erfahren seine Arbeiten] eine neue Ästhetik zwischen Realität und Abstraktion.“
Im Gemäldezyklus „Demotape“ (2013) sowie in den umfangreichen Installationen „Rentfort Nord“ (2011) und „Inge zu Fuß zur Arbeit“ (2015) reflektiert Draper prägende Ereignisse der jüngeren deutschen Geschichte wie die Leipziger Montagsdemonstration vom 9. Oktober 1989, die Geiselnahme von Gladbeck oder die Aufnahme von RAF-Aussteigern in der DDR. „Bedeutende geschichtliche Ereignisse neu zu betrachten, dabei Ambivalenzen herauszuarbeiten und zuzulassen, das ist ein zentrales Anliegen in Drapers Werk.“ Dabei wird der Betrachter „dank Drapers Kunst zum Spurensucher, zum Archäologen seiner eigenen Geschichte“.
In seiner jüngsten Arbeit, „Haus in der Nähe eines großen Waldes“ (2023), lässt Draper eine Fliege Hintergründe zu Wladimir Putins ehemaliger Arbeitsstätte, der KGB-Residentur, in Dresden erzählen.
Andauernde Vorhaben sind die Schaffung von Bilderzyklen zur Eruption des Vulkans Mount St. Helens im Jahr 1980 und den Konfettiparaden in New York.
Werke von Draper befinden sich unter anderem in den Sammlungen der Galerie Neue Meister der Staatlichen Kunstsammlungen Dresden im Albertinum, dem Museum Folkwang, Essen und in der Berlinischen Galerie, Landesmuseum für Moderne Kunst, Fotografie und Architektur, Berlin.

## Stipendien
- 2025: Arbeitsstipendium Bildende Kunst des Berliner Senat
- 2015: Arbeits- und Recherchestipendium Bildende Kunst des Berliner Senat
- 2013: Arbeitsstipendium der Stiftung Kunstfonds
- 2001: Arbeitsstipendium der Kulturstiftung des Freistaates Sachsen
- 1999: Philip-Morris-Stipendium, Columbia University, New York
- 1996–1997: DAAD-Stipendium, Central St. Martins College, London

## Preise
- 2006: Kunstpreis Energie
- 2002: Dorothea-von-Stetten-Kunstpreis
- 2001: Marion-Ermer-Preis

## Einzelausstellungen (Auswahl)
- 2024 Focus Albertinum: Haus in der Nähe eines großen Waldes, Albertinum, Staatliche Kunstsammlung Dresden[9]
- 2023 Haus in der Nähe eines großen Waldes, Künstlerhaus Bethanien, Berlin[10]
- 2023 Wow!, Galerie Poll, Berlin
- 2021 More than a story, Galerie Poll, Berlin
- 2015 Inge zu Fuß zur Arbeit, Kulturhistorisches Museum Görlitz
- 2014 Demotape, Kunsthaus Dresden
- 2014 Markus Draper: Werke aus der Sammlung der Berlinischen Galerie. Installation, Video, Malerei. Berlinische Galerie[11]
- 2013 Demotape, Galerie Bourouina, Berlin[12]
- 2011 Häuser und Schatten, Neue Galerie Gladbeck[13]
- 2011 Film, b-05, Montabaur
- 2011 N.O.E., Vogt Gallery, New York
- 2010 Weiss auf Schwarz, Galerie Gebr. Lehmann, Berlin
- 2009 Sun Settings, Sun Gallery, München
- 2008 Boden Null, Galerie Gebr. Lehmann, Dresden
- 2007 Fire Beats 2, Residenzschloss, Staatliche Kunstsammlung Dresden
- 2007 Fire Beats, Vattenfall Europe, Cottbus
- 2006 Skulpturenkino: House of Darkness, Autocenter Berlin

## Gruppenausstellungen (Auswahl)
- 2024 Kunstkammer der Gegenwart II, Schenkung Sammlung Hoffmann, Residenzschloss, Staatliche Kunstsammlungen Dresden[14]
- 2023 Über Druck – Zeitgenössische Druckgrafik aus Sachsen und der Lausitz, Kulturhistorisches Museum Görlitz[15]
- 2022 Silent Stories, Kunstsammlungen Chemnitz[16]
- 2020 Crossing Borders. Sammeln für die Zukunft, Kupferstichkabinett, Staatliche Kunstsammlungen Dresden[17]
- 2017 Von Pablo Picasso bis Robert Rauschenberg – Schenkung Celine, Heiner und Aeneas Bastian, Hommage a Ingrid Mössinger, Kunstsammlungen Chemnitz
- 2015 Radikal Modern-Planen und Bauen im Berlin der 1960er-Jahre, Berlinische Galerie
- 2014 Daily Memories, Kunstmuseum Kloster Unser Lieben Frauen, Magdeburg[18]
- 2013 Facing Nature, Collectie De Heus-Zomer, Museum Belvédère, Heerenveen
- 2011 Die Leidenschaften, Deutsches Hygiene-Museum, Dresden
- 2011 Blickwechsel. Landschaft zwischen Bedrohung und Idylle – Von der Neuen Sachlichkeit bis Heute, Tiroler Landesmuseum Ferdinandeum, Innsbruck
- 2010 Wünsche und Erwerbungen. Zeitgenössische Zeichnung, Museum Folkwang, Essen
- 2010 Das neue Albertinum. Kunst von der Romantik bis zur Gegenwart, Staatliche Kunstsammlungen, Albertinum, Dresden
- 2009 Listen to Your Eyes. Arbeiten aus der Sammlung Schmidt-Drenhaus, Galerie für Zeitgenössische Kunst, Leipzig
- 2006 Living Landscapes. A Journey through German Art, National Art Museum of China, Peking[19]

## Publikationen
- Markus Draper: Haus in der Nähe eines großen Waldes, Leipzig 2024
- Markus Draper: More than a story, Spector Books, Leipzig 2021
- Markus Draper: Inge zu Fuß zur Arbeit, Spector Books, Leipzig 2015
- Markus Draper: Demotape, Dresden 2014
- Markus Draper: Haus Wand Spiegel, Distanz Verlag, Berlin 2013
- Markus Draper: Fire Beats, Cottbus/Berlin 2007

## Artikel
- Christopher Bedford: Critics' Picks: Markus Draper, Staatliche Kunstsammlung Dresden, August 3, 2007 - September 30, 2007. in: artforum 2007
- Ulrich Seidel: Von Plattenbewohnern und Backenbrechern: Die Kunst von Markus Draper in: Berliner Zeitung, 2025